# Vésztő
Vésztő är en mindre stad i Ungern med 6 488 invånare (2019).

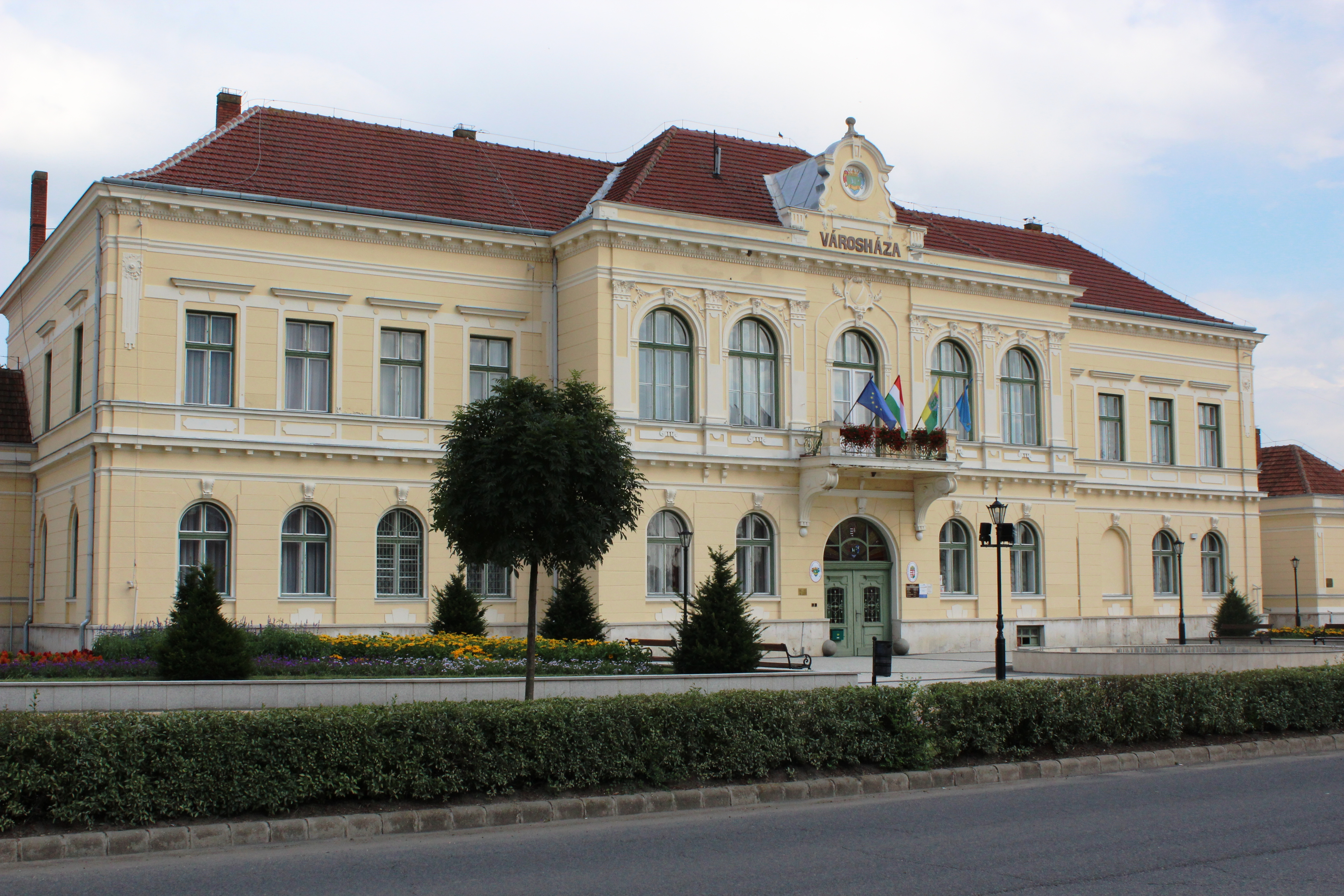
Stadshuset i Vésztő.